# Барнам Ајланд (Њујорк)
Барнам Ајланд (енгл. Barnum Island) насељено је место без административног статуса у америчкој савезној држави Њујорк.

## Демографија
По попису из 2010. године број становника је 2.414, што је 73 (-2,9%) становника мање него 2000. године.
| Група             | 2000.         | 2010.         |
| Белци             | 2.126 (85,5%) | 1.914 (79,3%) |
| Афроамериканци    | 9 (0,4%)      | 41 (1,7%)     |
| Азијати           | 56 (2,3%)     | 65 (2,7%)     |
| Хиспаноамериканци | 256 (10,3%)   | 377 (15,6%)   |
| Укупно            | 2.487         | 2.414         |